# 董朝
董 朝（とう ちょう、生没年不詳）は、中国三国時代の呉の政治家。

## 生涯
太平3年（258年）9月、呉の皇帝孫亮が廃位され、代わって孫休が立てられることになった。当時、中書郎の官にあった董朝は、孫綝の命により、孫休を迎え入れる使者の一人となった。当惑する孫休に対し、董朝らは奉迎の意図について詳しく説明。説得は翌日まで続き、ついに孫休の腰を上げさせた。10月、孫休を迎え入れた功により、郷侯に封ぜられた。
孫皓の時代に当たる建衡元年（269年）、中書令の官にあった董朝は、危篤に陥った左丞相陸凱への使者として遣わされ、孫皓への遺言を聞き取った。二十箇条にもなる孫皓への諫言状を陸凱から託されたとも言われる。
天冊2年（276年）8月には司徒の官を兼ねていた。この時、呉興郡陽羡山にある長さ十丈あまりの石の各所に、瑞祥が現れているとの報告が朝廷に届いた。そこで董朝はこの地へ遣わされ、陽羡山を国山とする封禅の儀式を行った。
陽羡山には『封禅国山碑』が立てられ、董朝はその碑文に、大司空として名を連ねている。